# باريس تورز 1918
باريس تورز 1918 هو سباق دراجات هوائية، وهو الموسم رقم 13 من باريس تورز، وأقيم في 1918.
فاز بالمركز الأول Charles Mantelet ‏، وبالمركز الثاني Lucien Cazalis ‏، وبالمركز الثالث Alexis Michiels ‏.

## الفائزون
| الترتيب | الفائز            |
| ------- | ----------------- |
| الفائز  | Charles Mantelet ‏ |
| الثاني  | Lucien Cazalis ‏   |
| الثالث  | Alexis Michiels ‏  |